# Asparagus dabieshanensis
Asparagus dabieshanensis — вид квіткових рослин з родини холодкових (Asparagaceae). Ареал охоплює такі країни: Китай (Хубей, Аньхой).
Населяє Гори Дабі, Центральний Китай. Морфологічно він схожий на A. cochinchinensis (Lour.) Merr. and A. filicinus D. Don, але відрізняється довгими та прямими кладодіями, а також коротшою квітконіжкою, ніж у двох останніх видів. Молекулярний філогенетичний аналіз, заснований на комбінованих чотирьох ДНК-маркерах, показав, що новий вид є сестрою A. cochinchinensis, і це є вагомим підтвердженням. 